# Violenza ad una vergine nella terra dei morti viventi
Violenza ad una vergine nella terra dei morti viventi (Le frisson des vampires) è un film del 1971 diretto da Jean Rollin.

## Trama
Isa e Antoine sono due giovani sposi in viaggio di nozze. Prima di recarsi in Italia, la protagonista decide di andare a trovare i suoi cugini, in un castello di provincia. L'uomo è angosciato da tale luogo e l'accoglienza, nella dimora, è strana. I parenti della donna, infatti, si presentano alla coppia come seguaci di un culto esoterico. Isa sembra essere affascinata da tale storia e finirà per scoprire un mistero che avvolge la sua famiglia.

## Accoglienza

### Critica
Secondo Paolo Mereghetti, il film è un cult-movie «sopravvalutato ma con interessanti spunti». Il critico, inoltre, afferma che si tratta di una pellicola che vanta numerose influenze artistiche. I richiami alla Saga de Xam sono evidenti, considerando che il cineasta è co-realizzatore del fumetto. Inoltre, lo stile fotografico e le trame ermetiche riprendono le atmosfere delle tavole di Philippe Druillet. L'illustratore è anche autore dei poster francesi.
Su internet ha recensioni contrastanti.

## Titolo italiano
Come spesso accadeva all'epoca e accadrà per anni a venire, il titolo fa una serie di promesse che non mantiene. Non ci sono violenze di qualsiasi tipo a vergini (la protagonista è una donna sposata) e soprattutto non ci sono morti viventi. Infatti il castello in cui si svolge il film è popolato da vampiri.

## Distribuzione
È uscito in formato home video, sia per il mercato estero che per quello italiano.
È presente nelle piattaforme streaming MUBI e Prime Video.